# Berlin-Marathon 2011
| 38. Berlin-Marathon    | 38. Berlin-Marathon                 |
| ---------------------- | ----------------------------------- |
| Stadt                  | Berlin, Deutschland                 |
| Datum                  | 25. September 2011                  |
| Distanz                | 42,195 Kilometer                    |
| Sieger                 |                                     |
| Männer                 | Patrick Makau Musyoki (2:03:38 h)   |
| Frauen                 | Florence Jebet Kiplagat (2:19:44 h) |
| ← Berlin-Marathon 2010 | Berlin-Marathon 2012 →              |
| Website                | Offizielle Website                  |

Der Berlin-Marathon 2011 war die 38. Ausgabe der jährlich stattfindenden Laufveranstaltung in Berlin, Deutschland. Der Marathon fand am 25. September 2011 statt und war der vierte World Marathon Majors des Jahres.
Bei den Männern gewann Patrick Makau Musyoki in 2:03:38 h und bei den Frauen Florence Jebet Kiplagat in 2:19:44 h.

## Ergebnisse

### Männer
| Platz | Athlet                  | Land                   | Zeit (h)   |
| ----- | ----------------------- | ---------------------- | ---------- |
| 01    | Patrick Makau Musyoki   | Kenia                  | 2:03:38 WR |
| 02    | Stephen Kwelio Chemlany | Kenia                  | 2:07:55    |
| 03    | Edwin Kangogo Kimaiyo   | Kenia                  | 2:09:50    |
| 04    | Felix Limo              | Kenia                  | 2:10:38    |
| 05    | Scott Overall           | Vereinigtes Königreich | 2:10:55    |
| 06    | Ricardo Serrano         | Spanien                | 2:13:32    |
| 07    | Pedro Nimo              | Spanien                | 2:13:34    |
| 08    | Simon Munyutu           | Frankreich             | 2:14:20    |
| 09    | Driss El Himer          | Frankreich             | 2:14:46    |
| 10    | Hendrick Ramaala        | Südafrika              | 2:16:00    |

### Frauen
| Platz | Athletin                | Land                   | Zeit (h) |
| ----- | ----------------------- | ---------------------- | -------- |
| 01    | Florence Jebet Kiplagat | Kenia                  | 2:19:44  |
| 02    | Irina Mikitenko         | Deutschland            | 2:22:18  |
| 03    | Paula Radcliffe         | Vereinigtes Königreich | 2:23:46  |
| 04    | Atsede Habtamu          | Äthiopien              | 2:24:25  |
| 05    | Tatjana Petrowa         | Russland               | 2:25:01  |
| 06    | Anna Incerti            | Italien                | 2:25:32  |
| 07    | Rosaria Console         | Italien                | 2:26:10  |
| 08    | Valeria Straneo         | Italien                | 2:26:33  |
| 09    | Eri Okubo               | Japan                  | 2:28:49  |
| 10    | Marinda Boonstra        | Niederlande            | 2:29:23  |